# 십팔계
18계(十八界, 산스크리트어: astādaśa dhātavah,영어: Eighteen Dhātus)는 불교의 여러 일체법 분류체계 또는 분석방식 중 하나로, 존재 전체를
안계(眼界) · 이계(耳界) · 비계(鼻界) · 설계(舌界) · 신계(身界) · 의계(意界)의
6근(六根) 또는 6소의(六所依)와
색계(色界) · 성계(聲界) · 향계(香界) · 미계(味界) · 촉계(觸界) · 법계(法界)의
6경(六境) 또는 6경계(六境界)와
안식계(眼識界) · 이식계(耳識界) · 비식계(鼻識界) · 설식계(舌識界) · 신식계(身識界) · 의식계(意識界)의
6식(六識) 또는 6능의(六能依)의
총 18가지 계(界)로 분류 또는 분석하는 법체계이다.
18계(十八界)에서 계(界, 산스크리트어: dhātu, 팔리어: dhātu, 영어: realm)는 법(法)의 종류(種類, 산스크리트어: gotra 또는 종족(種族)이라는 뜻을 가진다. 즉, 18계는 하나의 산(山) 중에 금(金) · 은(銀) · 동(銅) · 철(鐵) 등의 다양한 광물이 있는 것처럼, 각 사람의 몸(불교 용어로는 所依身)에 18종의 법(法: 실체, 요소)이 갖추어져 있다는 것을 말한다. 또한, 각 사람의 인생의 흐름, 즉 5온의 상속(相續)에서도 이들 18종 법(法: 실체, 요소)이 작용하고 있다는 것을 말한다.

## 18계
18계를 현대적인 용어로 풀이하면 "대략" 다음과 같다.
1. 6근(六根): 주관의 작용 기관
  1. 안계(眼界): 시각 기관, 즉 눈
  2. 이계(耳界): 청각 기관, 즉 귀
  3. 비계(鼻界): 후각 기관, 즉 코
  4. 설계(舌界): 미각 기관, 즉 혀
  5. 신계(身界): 촉각 기관, 즉 몸
  6. 의계(意界): 마음(6식, 심왕, 심법)의 작용 기관, 즉 의근(意根)
2. 6경(六境): 객관
  1. 색계(色界): 시각 기관의 지각 대상, 즉 색깔이나 형태(모양과 크기)를 가진 물질 일반, 즉 소리 · 냄새 · 맛 · 감촉을 제외한 모든 물질적 성질
  2. 성계(聲界): 청각 기관의 지각 대상, 즉 소리
  3. 향계(香界): 후각 기관의 지각 대상, 즉 냄새
  4. 미계(味界): 미각 기관의 지각 대상, 즉 맛
  5. 촉계(觸界): 촉각 기관의 지각 대상, 즉 감촉
  6. 법계(法界): 마음작용 및 마음작용의 대상
마음작용으로는 탐욕 · 성냄 · 어리석음 · 탐욕 없음 · 성냄지 않음 등이 있으며, 마음작용의 대상에는 특히 무위법(열반 · 진여 · 법성 등)이 포함된다.[5] 무위법을 제외하면 마음작용의 대상은 대체로 개념(또는 비물질적 사물)이라 할 수 있다.
3. 6식(六識): 마음(6식, 심왕, 심법), 주관
  1. 안식계(眼識界): 색깔과 형태를 대상으로 하는 마음, 즉 시각
  2. 이식계(耳識界): 소리를 대상으로 하는 마음, 즉 청각
  3. 비식계(鼻識界): 냄새를 대상으로 하는 마음, 즉 후각
  4. 설식계(舌識界): 맛을 대상으로 하는 마음, 즉 미각
  5. 신식계(身識界): 감촉을 대상으로 하는 마음, 즉 촉각
  6. 의식계(意識界): 법계(法界, 전5식의 대상을 제외한 기타)를 대상으로 하는 마음, 즉 제6식 또는 제6 의식

## 12처와 18계
18계는 12처(十二處)의 법체계에 6식(識), 즉 마음(심왕 또는 심법)을 더한 것으로, 이것은 달리 말하면, 12처 중 의처(意處)라는 1가지 처(處)를 더욱 세분하여 전개시킨 것이다. 즉, 의처(意處)라는 1가지 처(處)를 의근(意根)과 6식으로 나누어, 의근을 의계(意界)라 하고, 6식을 안식계 · 이식계 · 비식계 · 설식계 · 신식계 · 의식계라 한 것이다. 즉, 원래 마음(심왕 또는 심법)은 1가지로 단일한 것이지만, 감각을 감각 기관에 따라 시각과 청각으로 구분하듯이, 마음(심왕 또는 심법)이 나타나게 되는 근거[所依]인 6근(六根)에 따라 안식계 등의 6면으로 나눈 것이다.
한편, 마음(심왕 또는 심법)을 이와 같이 6면으로 나누는 것은 우주가 욕계 · 색계 · 무색계의 3계로 이루어져 있다는 것과 관련되어 꼭 필요한 것이었다. 즉 3계의 각 계에서 1가지 마음(심왕 또는 심법)의 어떤 면은 작용하며 어떤 면은 작용하지 않는가를 밝히는 것이 필요했고, 이에 따라 6면으로 나누어 설명하는 것이 적합했던 것이다. 즉, 불교의 세계관에 따르면, 욕계에는 색(色) · 성(聲) · 향(香) · 미(味) · 촉(觸) · 법(法)의 6경(六境)이 모두 존재하고, 색계에는 향(香) · 미(味)의 2가지 경(境)이 존재하지 않으며, 무색계에서는 법(法)의 1가지 경(境)만이 존재한다. 이러한 세계 구조하에서, 색계나 무색계의 여러 선정(禪定에 들었을 때의 마음에 대해 설명하기 위해서는 마음(심왕 또는 심법)을 6면으로 나누어 마음(심왕 또는 심법)의 어떤 면은 작용하며 어떤 면은 작용하지 않는가 하는 식으로 설명하는 것이 필요했던 것이다. 즉, 욕계에서는 6경이 모두 존재하므로 6식이 모두 존재하고, 색계에서는 향(香) · 미(味)의 2가지 경이 존재하지 않으므로 비식과 설식이 존재하지 않고, 무색계에서는 법(法)의 1가지 경(境)만이 존재하므로 제6식인 의식(意識)만이 존재한다고 설명함으로써 마음(심왕 또는 심법)과 그 작용에 대해 쉽게 설명할 수 있었던 것이다.

## 3과와 18계
18계는 초기불교 때부터 널리 사용되어온 일체법의 분류체계 또는 분석방식인 5온(五蘊) · 12처(十二處) · 18계(十八界)의 3과(三科)의 하나이다. 즉, 고타마 붓다는 가르침을 펼치는 중에 존재 전체를 한편으로는 5온을 통해 설명하기도 하고, 한편으로는 12처를 통해 설명하기도 하고, 한편으로는 18계를 통해 설명하기도 하였다고 전하는데, 이 3가지는 초기불교 이래 불교 전반에서 널리 사용되는 기본적인 존재 분류체계 또는 분석방식, 즉 기본적인 법체계가 되었다. 그리고 초기불교의 이 3가지 법체계들은 고타마 붓다가 반열반에 든 후의 후대에서 더욱 심화 · 발전되어 부파불교의 설일체유부의 5위 75법의 법체계와 대승불교의 유식유가행파와 법상종의 5위 100법의 법체계 등으로 나타났다.
《구사론》 등의 아비달마 논서들에 따르면, 고타마 붓다가 5온(五蘊) · 12처(十二處) · 18계(十八界)의 3가지 법체계, 즉 3과(三科)의 분석방식으로 가르침을 편 것은 다음의 3가지 이유 때문이라고 한다.
1. 수행자의 어리석음에 3가지 유형이 있기 때문이다.
2. 수행자의 근기(根機: 가르침을 받을 수 있는 능력)에 3가지 유형이 있기 때문이다.
3. 수행자가 좋아하는 것에 3가지 유형이 있기 때문이다.

첫 번째의 수행자의 어리석음의 3가지 유형과 해당 유형의 수행자들에 대해 고타마 붓다가 가르친 법체계는 다음과 같다고 한다.
1. 마음작용[心所]에 어리석어 마음작용을 모두 나[我]라고 집착하는 유형:
마음작용을 수(受: 지각) · 상(想: 표상) · 행(行: 思라고도 한다, 욕구와 의지)으로 나누어 상세히 설명하는 5온을 설하였다.
2. 유독 물질[色]에 어리석어 물질을 나[我]라고 집착하는 유형:
물질을 5근(五根)과 5경(五境)으로 나누어 상세히 설명하는 12처를 설하였다.
3. 물질[色]과 마음[心: 여기서는, 마음과 마음작용을 합한 것] 모두에 어리석어 물질과 마음(여기서는, 마음과 마음작용을 합한 것)의 개별 또는 화합체를 나[我]라고 집착하는 유형:
물질과 마음(여기서는, 마음과 마음작용을 합한 것)을 각각 10가지와 8가지로 나누어 상세히 설명하는 18계를 설하였다.

두 번째의 수행자의 근기(根機: 가르침을 받을 수 있는 능력)의 3가지 유형과 해당 유형의 수행자들에 대해 고타마 붓다가 가르친 법체계는 다음과 같다고 한다.
1. 예리한[利] 근기의 유형: 5온을 설하였다.
2. 중간[中] 근기의 유형: 12처를 설하였다.
3. 둔중한[鈍] 근기의 유형: 18계를 설하였다.

세 번째의 수행자가 좋아하는 것의 3가지 유형과 해당 유형의 수행자들에 대해 고타마 붓다가 가르친 법체계는 다음과 같다고 한다.
1. 간략한 글[略文]을 좋아하는 유형: 5온을 설하였다.
2. 중간의 글[中文]을 좋아하는 유형: 12처를 설하였다.
3. 자세한 글[廣文]을 좋아하는 유형: 18계를 설하였다.

## 능식·소식 분별
능식(能識: 인식하는 것) · 소식(所識: 인식되는 것) 분별이란 18계를 이루는 각각의 계가 인식됨에 있어 6식계(六識界), 즉 안식계 · 이식계 · 비식계 · 설식계 · 신식계 · 의식계의 6가지 계, 즉 안식 · 이식 · 비식 · 설식 · 신식 · 의식의 6가지 식 즉 6식(六識) 중에서 몇 가지에 의해 인식되는가를 밝히는 것을 말한다.
부파불교의 설일체유부의 논서인 《구사론》 등에 따르면 아래 목록과 같이 5계 즉 5경의 각각은 2가지 식에 의해 인식되고, 나머지 13계는 오직 의식이라는 1가지 식에 의해서만 인식된다. 이에 따르면, 5식이 5경에 대해 인식하기는 하나 5근에 대해서는 인식하지 못하며 또한 5식 자신에 대해서도 인식하지 못한다. 이것의 이유에 대해 《구사론》에서는 5근과 5식 자신은 5식의 소연경(所緣境)이 아니기 때문이라고 말하고 있다. 즉 이들은 5식의 인식 범위를 벗어난 것이라고 말하고 있다. 특히, 5식이 5식 자신에 대해 인식하지 못한다는 것은, 5식은 감성적 인식으로 단지 대상을 지각할 뿐 자신이 행하고 있는 행위, 즉 '자신이 대상을 지각하고 있다'는 행위 자체에 대해 스스로 반성할 수 있는 능력은 없으며, 이러한 능력은 의식에만 있다는 것을 뜻한다.
6경(六境)의 경우
1. 색계(色界) 즉 색경(色境): 안식(안식계)과 의식(의식계)의 2가지 식에 의해 인식된다.
2. 성계(聲界) 즉 성경(聲境): 이식(이식계)과 의식(의식계)의 2가지 식에 의해 인식된다.
3. 향계(香界) 즉 향경(香境): 비식(비식계)과 의식(의식계)의 2가지 식에 의해 인식된다.
4. 미계(味界) 즉 미경(味境): 설식(설식계)과 의식(의식계)의 2가지 식에 의해 인식된다.
5. 촉계(觸界) 즉 촉경(觸境): 신식(신식계)과 의식(의식계)의 2가지 식에 의해 인식된다.
6. 법계(法界) 즉 법경(法境): 의식(의식계)의 1가지 식에 의해 인식된다.

6근(六根)의 경우
1. 안계(眼界) 즉 안근(眼根): 의식(의식계)의 1가지 식에 의해 인식된다.
2. 이계(耳界) 즉 이근(耳根): 의식(의식계)의 1가지 식에 의해 인식된다.
3. 비계(鼻界) 즉 비근(鼻根): 의식(의식계)의 1가지 식에 의해 인식된다.
4. 설계(舌界) 즉 설근(舌根): 의식(의식계)의 1가지 식에 의해 인식된다.
5. 신계(身界) 즉 신근(身根): 의식(의식계)의 1가지 식에 의해 인식된다.
6. 의계(意界) 즉 의근(意根): 의식(의식계)의 1가지 식에 의해 인식된다.

6식(六識)의 경우
1. 안식계(眼識界) 즉 안식(眼識): 의식(의식계)의 1가지 식에 의해 인식된다.
2. 이식계(耳識界) 즉 이식(耳識): 의식(의식계)의 1가지 식에 의해 인식된다.
3. 비식계(鼻識界) 즉 비식(鼻識): 의식(의식계)의 1가지 식에 의해 인식된다.
4. 설식계(舌識界) 즉 설식(舌識): 의식(의식계)의 1가지 식에 의해 인식된다.
5. 신식계(身識界) 즉 신식(身識): 의식(의식계)의 1가지 식에 의해 인식된다.
6. 의식계(意識界) 즉 의식(意識): 의식(의식계)의 1가지 식에 의해 인식된다.

## 상·무상 분별
상(常) · 무상(無常) 분별은 18계를 이루는 각각의 계에 대해 영원한 것[常]인지 영원하지 않은 것[無常]인지 '밝히는 것[分別]'이다.
이 분별은, 3과(三科)의 주된 목적인, 유위법으로 이루어진 현상계의 모든 존재(법)는 인연의 화합(和合)으로 모였다가 인연의 이산(離散)으로 흩어진다는 제법무아(諸法無我)의 도리를 밝힌다는 점에서 특히 그 의의가 있다.
《구사론》에 따르면, 18계 가운데 어떠한 계도 그 전체가 영원[常]한 것은 없다. 다만, 법계(法界) 즉 법경(法境)의 일부를 이루고 있는 무위법(無爲法)만이 영원하다. 그리고 무위법을 제외한 법계(法界)의 나머지 법들과 나머지 17계의 모든 법들은 모두 무상하다. 즉 영원하지 않다. 무상과 관련하여, 불교에서는 무상한 것 즉 영원하지 않은 것을 고(苦: 괴로움)라고 정의한다.

## 같이 보기
- 22문

## 참고 문헌
- 고익진. 《불교의 체계적 이해》. 서재영의 불교 기초교리 강좌 사이트. |title=에 외부 링크가 있음 (도움말)
- 권오민 (2003). 《아비달마불교》. 민족사.
- 운허.  동국역경원 편집, 편집. 《불교 사전》. |title=에 외부 링크가 있음 (도움말)
- 세친 지음, 현장 한역, 권오민 번역. 《아비달마구사론》. 한글대장경 검색시스템 - 전자불전연구소 / 동국역경원. |title=에 외부 링크가 있음 (도움말)
- (중국어) 星雲. 《佛光大辭典(불광대사전)》 3판. |title=에 외부 링크가 있음 (도움말)
- (중국어) 세친 조, 현장 한역 (T.1558). 《아비달마구사론(阿毘達磨俱舍論)》. 대정신수대장경. T29, No. 1558, CBETA. |title=에 외부 링크가 있음 (도움말)